# Vellozia pilosa
Vellozia pilosa är en enhjärtbladig växtart som beskrevs av Goethart och Johannes Jan Theodoor Henrard. Vellozia pilosa ingår i släktet Vellozia och familjen Velloziaceae. Inga underarter finns listade.